# Pseudilema dinawa
Pseudilema dinawa är en fjärilsart som beskrevs av Bethune-Baker 1904. Pseudilema dinawa ingår i släktet Pseudilema och familjen björnspinnare. Inga underarter finns listade i Catalogue of Life.